# حبيل هدوان (السياني)

تعديل مصدري - تعديل

حبيل هدوان هي إحدى قرى عزلة العربيين بمديرية السياني التابعة لمحافظة إب، بلغ تعداد سكانها 583 نسمة حسب تعداد اليمن لعام 2004.